# Resistencia aerodinámica
Se denomina resistencia de forma aerodinámica, o simplemente resistencia, a la fuerza que sufre un cuerpo al moverse a través del aire, y en particular a la componente de esa fuerza en la dirección de la velocidad relativa del cuerpo respecto del medio. La resistencia es siempre de sentido opuesto al de dicha velocidad, por lo que habitualmente se dice de ella que, de forma análoga a la de fricción, es la fuerza que se opone al avance de un cuerpo a través del aire.
De manera más general, para un cuerpo en movimiento en el seno de un fluido cualquiera, tal componente recibe el nombre de resistencia fluidodinámica. En el caso del agua, por ejemplo, se denomina forma hidrodinámica.

## Introducción
Al igual que con otras fuerzas aerodinámicas, se utilizan coeficientes aerodinámicos que representan la efectividad de la forma de un cuerpo para el desplazamiento a través del aire. Su coeficiente asociado es conocido popularmente como coeficiente de penetración, coeficiente de resistencia o coeficiente aerodinámico, siendo esta última denominación especialmente incorrecta ya que existen varias fuerzas aerodinámicas, con sus respectivos coeficientes aerodinámicos, y cada uno de ellos tiene un significado diferente.
La forma en que se estudia la resistencia aerodinámica presenta algunas particularidades según el campo de aplicación.

## En aeronáutica
La resistencia total de un avión en vuelo se puede descomponer en las siguientes:

### Resistencia parásita
Se denomina así toda resistencia que no es función de la sustentación. Es la resistencia que se genera por todas las pequeñas partes no aerodinámicas de un objeto. Está compuesta por:
- Resistencia de perfil: La resistencia de un perfil alar se puede descomponer a su vez en otras dos:

1. Resistencia de presión: Debida a la forma de la estela.
2. Resistencia de fricción: Debida a la viscosidad del fluido.

- Resistencia Forma: Es la resistencia provocada por los componentes de un avión que no producen sustentación, por ejemplo el fuselaje o las góndolas de los motores.

- Resistencia de interferencia: Cada elemento exterior de un avión en vuelo posee su capa límite, pero por su proximidad estas pueden llegar a interferir entre sí, lo que conduce a la aparición de esta resistencia.

### Resistencia inducida
Si se considera un ala de envergadura finita, debido a unos torbellinos que aparecen en los extremos del ala por a la diferencia de presiones entre el extradós y el intradós, surge la llamada resistencia inducida. Esta resistencia es función de la sustentación y de ahí que sea directamente proporcional al ángulo de ataque, mayor sustentación implica mayor resistencia inducida. Es la resistencia producida como resultado de la producción de sustentación. Altos ángulos de ataque, que producen más sustentación, producen alta resistencia inducida. 
Fórmula de la resistencia inducida:
| Símbolo               | Nombre                                                                        | Unidad |
| --------------------- | ----------------------------------------------------------------------------- | ------ |
| {\displaystyle D_{i}} | Resistencia inducida                                                          | N      |
| {\displaystyle L}     | Sustentación                                                                  | N      |
| {\displaystyle \rho } | Densidad del fluido                                                           | kg/m3  |
| {\displaystyle v}     | Velocidad                                                                     | m/s    |
| {\displaystyle e}     | Factor de eficiencia que depende de la forma en planta del ala (adimensional) |        |
| {\displaystyle b}     | Envergadura                                                                   | m      |

Coeficiente de la resistencia inducida:
| Símbolo                   | Nombre                                                                        | Unidad |
| ------------------------- | ----------------------------------------------------------------------------- | ------ |
| {\displaystyle C_{D_{i}}} | Coeficiente de la resistencia inducida                                        |        |
| {\displaystyle C_{L}}     | Coeficiente de sustentación                                                   |        |
| {\displaystyle e}         | Factor de eficiencia que depende de la forma en planta del ala (adimensional) |        |
| {\displaystyle A}         | Alargamiento del ala                                                          |        |

#### Coeficiente de resistencia del perfil para pequeños números de Mach

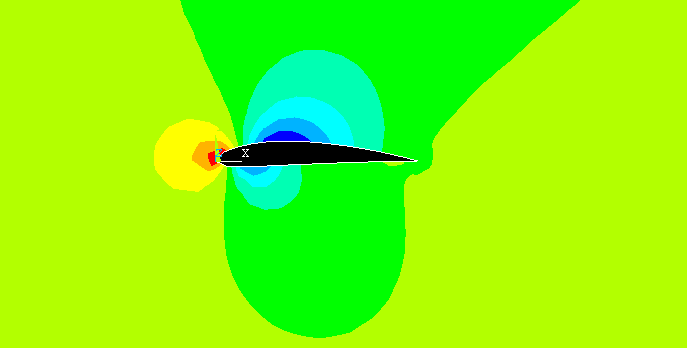
Simulación que muestra la distribución de las presiones en un perfil sometido a flujo laminar. Se puede observar la resistencia del perfil por el aumento de las presiones en su borde de ataque.

La resistencia al avance {\displaystyle Q_{x}} del área de superficie del ala de envergadura infinita suele llamarse resistencia del perfil. Como resistencia al avance de cualquier cuerpo la resistencia del perfil puede dividirse en la resistencia pura del perfil y la resistencia inducida: 
| Símbolo                             | Nombre                                                               |
| ----------------------------------- | -------------------------------------------------------------------- |
| {\displaystyle \displaystyle Q_{x}} | Resistencia al avance                                                |
| {\displaystyle Q_{x,0}}             | Resistencia pura del perfil                                          |
| {\displaystyle Q_{x,i}}             | Resistencia inducida la cual depende del coeficiente de sustentación |

El coeficiente de resistencia inducida es proporcional al coeficiente de sustentación, para engendrar una gran sustentación, el ala ha de hacer desviar más intensamente el flujo de aire hacia abajo. Al mismo tiempo el ala cumple un gran trabajo y por consiguiente, sufre gran resistencia, su forma más simple de cálculo es:
| Símbolo                               | Nombre                         |
| ------------------------------------- | ------------------------------ |
| {\displaystyle \displaystyle C_{x,i}} |                                |
| {\displaystyle \lambda }              | Alargamiento del ala           |
| {\displaystyle B}                     | coeficiente geométrico del ala |

Por todo lo antes dicho el coeficiente de resistencia inducida quedaría expresado de la siguiente forma:

{\displaystyle C_{x,i}=0,18C_{y}^{2}}

La resistencia pura del perfil está compuesta por diferentes tipos de resistencias entre las que se encuentran la de presión ({\displaystyle Q_{x}p}) y la de fricción ({\displaystyle Q_{f}r}):

{\displaystyle \displaystyle C_{x,i}=C_{x,fr}+C_{x,p}}

También existe la resistencia de onda la cual en este caso no existe debido a que ya que el fenómeno ocurre a pequeños números de Mach, la resistencia de presión tiene solo la naturaleza turbulenta.

Ahora bien se necesita calcular el valor de los dos coeficientes de resistencia, el correspondiente a la presión y el correspondiente a la fricción con la superficie del perfil. 
Para determinar el coeficiente de resistencia debido a la distribución de presiones por la superficie es necesario restablecer la forma constructiva del modelo que se va a fabricar para tener una derivada (ds) determinada, pues hay que separar a lo largo del eje x del cuerpo una sección elemental {\displaystyle ds_{m}ax=dydx} normal al eje x. La fuerza de resistencia en esta será igual a:

{\displaystyle \displaystyle Q_{x,p}=(P_{d}-P_{t})dS_{\max }}

donde: 
{\displaystyle P_{d}}: Presión en la parte delantera del elemento.
{\displaystyle P_{t}}: Presión en la parte trasera del elemento.
De la ecuación anterior se puede deducir que la fuerza de resistencia a causa de la distribución de presiones por el perfil será la integral tomada por el área de la sección máxima en la superficie Y o Z.

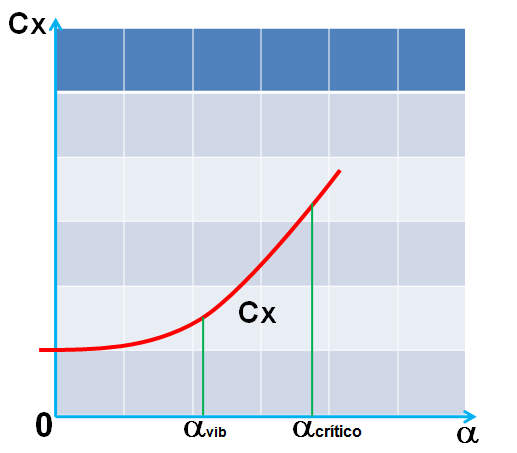
Gráfico que muestra el coeficiente de resistencia respecto al ángulo de ataque

{\displaystyle \displaystyle Q_{x,p}=\int _{S_{\max }}(P_{d}-P_{t})dS_{\max }}

### Resistencia total
La fórmula de la resistencia aerodinámica total creada por un avión en vuelo es:

{\displaystyle D=qSC_{D}=C_{D}{\frac {1}{2}}\rho v^{2}S}

donde:
{\displaystyle D\,} - Resistencia. Se utiliza la "D" por el término inglés drag (resistencia).
{\displaystyle \rho \,} - Densidad del fluido.
{\displaystyle v\,} - Velocidad.
{\displaystyle S\,} - Superficie alar en planta.
{\displaystyle C_{D}\,} - Coeficiente aerodinámico de resistencia.
{\displaystyle q={\frac {1}{2}}\rho v^{2}\,} - Este término se denomina presión dinámica.
Por lo tanto, la fórmula del coeficiente aerodinámico de resistencia es:

{\displaystyle C_{D}={\frac {D}{{\frac {1}{2}}\rho v^{2}S}}}

Así pues, la resistencia aerodinámica total es la suma de la resistencia parásita y la inducida, por lo que:
{\displaystyle C_{D}=C_{D_{\text{parásita}}}+C_{D_{\rm {inducida}}}}

## En automoción
La fórmula de la resistencia aerodinámica total creada por un automóvil en movimiento es idéntica a la utilizada en aeronáutica.
La utilización del coeficiente es mucho más cómoda que la utilización de fuerzas.

### Factores que afectan a la aerodinámica de un automóvil
- Los bajos carenados son una solución poco usada, pero efectiva. Además, se pueden utilizar para pegar más el coche al firme, con muy poca penalización en la resistencia (Renault Clío Sport 2006).
- La cantidad de superficie que se enfrenta al viento es junto con el coeficiente aerodinámico los dos factores que determinan la resistencia aerodinámica final.
- Aerodinámica engañosa. El que un coche sea más o menos aerodinámico depende más de detalles tales como la inclinación de los parabrisas que de formas espectaculares (Citroën CX, Lamborghini Countach).

Un ejemplo:

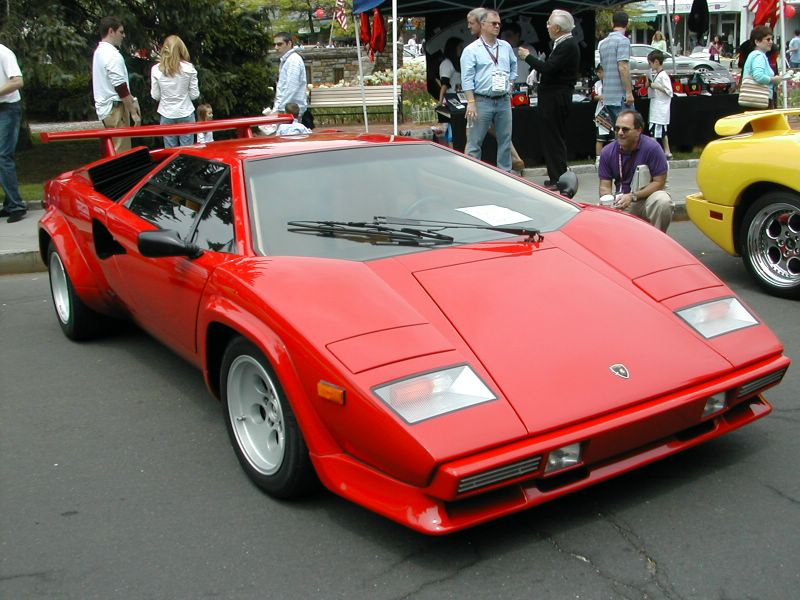
Lamborghini Countach lanzado en 1974. Su forma agresiva posee un coeficiente aerodinámico de 0,42 —esto fue pensado para que el viento empujara el coche hacia abajo, logrando mayor tracción a altas velocidades—.
En este caso, el de un automóvil superdeportivo, la fuerza del viento se utiliza para dar estabilidad y agarre en las maniobras.

Como la resistencia aerodinámica se refleja en una fuerza que se opone al movimiento y que puede estimarse a partir de los coeficientes anteriores, también existirá un gasto energético adicional necesario para vencer dicha resistencia, que usualmente se cuantifica como una potencia, caso en cual nos resulta de utilidad la siguiente fórmula:

{\displaystyle {\begin{matrix}{\mbox{Potencia}}=&{\frac {\mbox{Trabajo}}{\mbox{Tiempo}}}=&{\frac {{\mbox{Fuerza}}\cdot {\mbox{Espacio}}}{\mbox{Tiempo}}}=&{\mbox{Fuerza}}\cdot {\mbox{Velocidad}}&\\\\{\mbox{Potencia}}=&{\cfrac {\delta W}{dt}}=&{\cfrac {F\delta r}{dt}}=&F\cdot V=&{\cfrac {1}{2}}\rho SC_{x}V^{3}\end{matrix}}}

Por lo tanto, si conocemos los datos aerodinámicos de un cuerpo también podemos calcular la potencia necesaria para desplazarlo por un fluido a cierta velocidad, tal como se muestra en el siguiente ejemplo:
Datos:
Vehículo considerado: Audi A3 (Segunda generación, 2003-2012)
Superficie frontal: {\displaystyle S=2,13\ {\text{m}}^{2}} (dato oficial)
Coeficiente de penetración: {\displaystyle C_{x}=0,32\,} (dato oficial)
Densidad del aire: {\displaystyle \rho =1,225\ {\text{kg}}/{\text{m}}^{3}} (densidad a 0 metros según International Standard Atmosphere (ISA)
Velocidad: {\displaystyle V=120\ {\text{km}}/{\text{h}}=33,33\ {\text{m}}/{\text{s}}}
Cálculo:
{\displaystyle P=F_{x}\cdot V={\frac {1}{2}}\rho SC_{x}V^{3}={\frac {1}{2}}\cdot 1,225\cdot 2,13\cdot 0,32\cdot {33,33}^{3}=15,46\ {\text{kW}}=21\ {\text{CV}}}
Sin embargo, no se debe olvidar que ésta no es la potencia total necesaria, ya que en la realidad en el desplazamiento propulsado de un coche además de la resistencia aerodinámica existen otras resistencias como por ejemplo la fricción con el suelo, así como pérdidas mecánicas.

### Ejemplos de coeficientes aerodinámicos de diferentes vehículos y figuras representativas
| Cuerpo                           | Superficie frontal (m²) | Cx    | SCx (m²) |
| -------------------------------- | ----------------------- | ----- | -------- |
| Venturi VBB-3 (2013)             |                         | 0,13  |          |
| Volkswagen XL1 (2013)            |                         | 0,189 |          |
| Tesla Model S (2012)             |                         | 0,24  |          |
| Toyota Prius 4G (2016)           |                         | 0,24  |          |
| Toyota Prius 3G (2009)           |                         | 0,25  |          |
| Toyota Prius 2G (2004)           |                         | 0,26  |          |
| Opel Insignia (2009)             |                         | 0,27  |          |
| Audi A3 (2003)                   | 2,13                    | 0,32  | 0,68     |
| Audi A6 (1997)                   |                         | 0,28  |          |
| Opel Kadett (1989)               |                         | 0,38  |          |
| BMW Serie 1 (2004)               | 2,09                    | 0,31  | 0,65     |
| Citroën CX (1974)                | 1,93                    | 0,36  | 0,71     |
| Citroën C4 coupe                 |                         | 0,28  |          |
| Opel Astra (2004)                | 2,11                    | 0,32  | 0,68     |
| Peugeot 807 (2002)               | 2,85                    | 0,33  | 0,94     |
| Renault Espace (1997)            | 2,54                    | 0,36  | 0,92     |
| Renault Espace (2002)            | 2,8                     | 0,35  | 0,98     |
| Renault Vel Satis (2002)         | 2,37                    | 0,33  | 0,79     |
| Hispano Divo (2003)¹             | 9,2                     | 0,349 | 3,21     |
| Irizar PB (2002)¹                | 9,2                     | 0,55  | 5,06     |
| Camión con deflectores ¹         | 9                       | 0,70  | 6,3      |
| Autobús ¹                        | 9                       | 0,49  | 4,41     |
| Motocicleta ¹                    |                         | 0,70  |          |
| Fórmula 1 en Mónaco (el mayor) ² |                         | 1,084 |          |
| Fórmula 1 en Monza (el menor) ²  |                         | 0,7   |          |
| Paracaídas ¹                     |                         | 1,33  |          |
| Perfil alar simétrico ¹          |                         | 0,05  |          |
| Esfera ¹                         |                         | 0,1   |          |
| Cubo valor de referencia ¹       |                         | 1     |          |

- ¹ Valores aproximados. Cada modelo tiene un Cx diferente, pero se acercará al valor de la tabla.
Aparte de la forma influyen otros factores, como rugosidad de la superficie. Por ejemplo, una pelota de golf, a las velocidades que se suele mover, es más aerodinámica, por sus agujeros, que una esfera equivalente.
- ² Los coeficientes de los coches de Fórmula 1 pueden variar según la configuración de sus superficies aerodinámicas, la cual se ajusta para cada circuito.[1]